# Frösjön, Västergötland
Frösjön är en sjö i Vårgårda kommun i Västergötland och ingår i Göta älvs huvudavrinningsområde. Sjön är 5,9 meter djup, har en yta på 0,03 kvadratkilometer och är belägen 115 meter över havet.